# 坂井俊之
坂井 俊之（さかい としゆき、1961年（昭和36年）8月5日 - 2019年（令和元年）7月11日）は、日本の政治家。唐津市長（新制、3期）、唐津市長（旧制、1期）、佐賀県議会議員（1期）などを務めた。

## 略歴
佐賀県唐津市出身。佐賀県立唐津西高等学校（24期）を経て、国士舘大学文学部中退。
1999年、佐賀県議会議員選挙に自民党公認で立候補し初当選。
2003年4月27日に行われた旧唐津市長選挙に自民党・公明党の推薦を受けて立候補し、初当選。
2005年1月1日、旧唐津市は東松浦郡呼子町、鎮西町、肥前町、相知町、厳木町、浜玉町、北波多村と合併して新たな唐津市となった。これに伴って同年2月6日に行われた市長選に自民党・公明党の推薦を受けて立候補し、旧・相知町長の大草秀幸を破り当選を果たす。
2009年1月に再選。2013年1月に3選。2017年の市長選には立候補しなかった。
2019年7月11日、死去。57歳没。死没日をもって正五位叙位、旭日小綬章追贈。

## 不祥事
2015年3月11日、贈賄罪で起訴された上滝建設から、3選を果たした2か月後の2013年4月に献金10万円を受けていたことが、市議会議案質疑で明らかになった。献金は坂井が代表を務める自民党唐津支部の政治団体が受け取った。
同年11月6日、市民グループが坂井を佐賀地検に告発した。坂井が代表を務める自民党唐津支部が2013年1月の市長選告示直前、市発注工事の請負業者から20万円の寄付を受けたことは公職選挙法違反と指摘。また、過去5年間に1千万円以上を坂井の後援会に寄付したことは事実上の「迂回献金」であると指摘し、政治資金規正法違反に当たるとした。
2016年9月8日、坂井は定例市議会で「市政に対する不信感を抱かせた」と述べ、翌年1月の市長選には出馬しない意向を表明した。また、2016年10月から2カ月間、給料を半減する議案を市議会に追加提案した。
同年9月13日までに佐賀県警は政治資金規正法違反の疑いで坂井を佐賀地検に書類送検した。
同年11月21日、佐賀地検は坂井を嫌疑不十分で不起訴にした。2017年3月9日、不起訴とした佐賀地検の処分の一部をについて佐賀検察審査会は不起訴不当と議決した。